# Rhabdodemania obtusicauda
Rhabdodemania obtusicauda is een rondwormensoort uit de familie van de Rhabdodemaniidae. De wetenschappelijke naam van de soort is voor het eerst geldig gepubliceerd in 1954 door Allgén.